# Ридоти (Л'Аквила)
Ридоти (итал. Ridotti) је насеље у Италији у округу Л'Аквила, региону Абруцо.
Према процени из 2011. у насељу је живело 560 становника. Насеље се налази на надморској висини од 563 м.